# Année commune
 (mai 2025).
Si vous disposez d'ouvrages ou d'articles de référence ou si vous connaissez des sites web de qualité traitant du thème abordé ici, merci de compléter l'article en donnant les références utiles à sa vérifiabilité et en les liant à la section « Notes et références ».
Une année commune est une année de 365 jours, par opposition à une année bissextile.
Le mois de février ne comporte donc que 28 jours, c'est-à-dire exactement 4 semaines ; les mois de février et mars y commencent donc par un même jour de la semaine.
Une année commune est composée de 52 semaines et un jour.
Par exemple, 2025 est une année commune.

## Fréquence
Dans le calendrier grégorien, les années bissextiles arrivent tous les 4 ans (années dont le millésime est divisible par 4), à l'exception des années séculaires qui ne sont bissextiles que si leur millésime est divisible par 400.
Les millésimes qui sont multiples de 100 sans être multiples de 400 sont donc des années communes. Ainsi 1600 et 2000 furent bissextiles, mais pas 1700, 1800, 1900 qui furent communes. De même, 2100, 2200, 2300 seront communes, alors que 2400 sera une année bissextile.